# 8695 Берґвалл
8695 Берґвалл (8695 Bergvall) — астероїд головного поясу.
Тіссеранів параметр щодо Юпітера — 3,289.